# NGC 7827
NGC 7827 é uma galáxia lenticular (SB0) localizada na direcção da constelação de Pisces. Possui uma declinação de +05° 13' 19" e uma ascensão recta de 0 horas, 05 minutos e 27,7 segundos.
A galáxia NGC 7827 foi descoberta em 25 de Setembro de 1830 por John Herschel.